# کتاب‌های راز
کتاب‌های راز (خواندنی‌های علمی) مجموعه کتاب‌های علمی برای کودکان و نوجوانان اثر علاء نوری، علی رحمانی، الهام محسن نیا و مستوره سادات مدرسی است که در سال ۱۳۸۶ منتشر و در مراسم کتاب سال جمهوری اسلامی ایران به‌عنوان کتاب برگزیده معرفی شد.